# Première circonscription de la Martinique
La première circonscription de la Martinique est l'une des 4 circonscriptions législatives françaises que compte le département de la Martinique (972) situé en région Martinique.
Composée depuis 2012 de 5 communes du centre de la Martinique, elle comptait en 2014 103 765 habitants et sa commune la plus peuplée était Le Lamentin.

## Description géographique et démographique

### 1988-2012
La première circonscription de la Martinique est délimitée par le découpage électoral de la loi n°86-1197 du 24 novembre 1986
, elle regroupe les divisions administratives suivantes : Cantons de L'Ajoupa-Bouillon, Basse-Pointe, Macouba, Gros-Morne, Le Lorrain, Le Marigot, Saint-Joseph, Sainte-Marie I, Sainte-Marie II, La Trinité.
D'après le recensement général de la population en 1999, réalisé par l'Institut national de la statistique et des études économiques (INSEE), la population totale de cette circonscription est estimée à 79465 habitants,.

Carte de la première circonscription de la Martinique de 1958 à 1986
Carte de la première circonscription de la Martinique de 1986 à 2012

### Depuis 2012
L'ordonnance n°2009-935 du 29 juillet 2009, entré en vigueur en février 2010 et appliquées pour la première fois lors des législatives de 2012, redessine complètement la première circonscription, puisque seuls les cantons de Gros-Morne et de La Trinité y restent. Les cantons de L'Ajoupa-Bouillon, Basse-Pointe, Macouba, Le Lorrain, Le Marigot, Saint-Joseph, Sainte-Marie I et Sainte-Marie II passent dans la nouvelle deuxième circonscription de la Martinique tandis que les cantons du François I et II, du Lamentin I, II et III et du Robert I et II rejoignent la première circonscription.
La loi no 2011-884 du 27 juillet 2011 supprimant le conseil général de la Martinique, remplacé par l'Assemblée de Martinique, acte la disparition de facto des cantons. La première circonscription est composée des communes suivantes :
| Nom         | Code Insee | Intercommunalité                    | Superficie (km2) | Population (dernière pop. légale) | Densité (hab./km2) |
| ----------- | ---------- | ----------------------------------- | ---------------- | --------------------------------- | ------------------ |
| Le François | 97210      | CA de l'espace sud de la Martinique | 53,93            | 17 835 (2014)                     | 331                |
| Gros-Morne  | 97212      | CA du Pays Nord Martinique          | 54,25            | 9 837 (2014)                      | 181                |
| Le Lamentin | 97213      | CA du Centre de la Martinique       | 62,32            | 39 926 (2014)                     | 641                |
| Le Robert   | 97222      | CA du Pays Nord Martinique          | 47,30            | 23 194 (2014)                     | 490                |
| La Trinité  | 97230      | CA du Pays Nord Martinique          | 45,77            | 12 973 (2014)                     | 283                |

## Historique des députations
| Législature | Début de mandat | Fin de mandat  | Député                 | Parti politique | Observations                                                                          |
| ----------- | --------------- | -------------- | ---------------------- | --------------- | ------------------------------------------------------------------------------------- |
| IXe         | 23 juin 1988    | 1er avril 1993 | Guy Lordinot,          | A compléter,    |                                                                                       |
| Xe          | 2 avril 1993    | 21 avril 1997  | Anicet Turinay,        | A compléter,    | Mandat écourté à la suite d'une dissolution parlementaire décidée par Jacques Chirac. |
| XIe         | 12 juin 1997    | 18 juin 2002   | Anicet Turinay         | A compléter     |                                                                                       |
| XIIe        | 19 juin 2002    | 19 juin 2007   | Louis-Joseph Manscour, | PS,             |                                                                                       |
| XIIIe       | 20 juin 2007    | 19 juin 2012   | Louis-Joseph Manscour, | PS,             |                                                                                       |
| XIVe        | 20 juin 2012    | 20 juin 2017   | Alfred Marie-Jeanne    | MIM             |                                                                                       |
| XVe         | 21 juin 2017    | 21 juin 2022   | Josette Manin          | BPM             |                                                                                       |

## Historique des élections

### Élections de 1958
| Candidat | Candidat                             | Parti          | Premier tour | Premier tour | Second tour | Second tour |  |
| Candidat | Candidat                             | Parti          | Voix         | %            | Voix        | %           |  |
| --- | ------------------------------------ | -------------- | ------------ | ------------ | ----------- | ----------- |  |
| | Emmanuel Véry-Hermence sortant réélu | SFIO           | 8 643        | 40,67        | 10 673      | 47,12       |  |
| | Aristide Maugee                      | PPM            | 5 257        | 24,74        | 7 411       | 32,72       |  |
| | Félix Lamon                          | PCM            | 4 410        | 20,75        | 4 565       | 20,16       |  |
| | Camille Petit                        | Divers gauche  | 2 942        | 13,84        | Retrait     | Retrait     |  |
| |                                      |                |              |              |             |             |  |
| Inscrits | Inscrits                             | Inscrits       | 42 875       | 100,00       | 42 853      | 100,00      |  |
| Abstentions | Abstentions                          | Abstentions    | 21 199       | 49,44        | 19 787      | 46,17       |  |
| Votants | Votants                              | Votants        | 21 676       | 50,56        | 23 066      | 53,83       |  |
| Blancs et nuls | Blancs et nuls                       | Blancs et nuls | 424          | 1,96         | 417         | 1,81        |  |
| Exprimés | Exprimés                             | Exprimés       | 21 252       | 98,04        | 22 649      | 98,19       |  |
| Source : France, Ministère de l'intérieur. Les Elections législatives . Métropole., la Documentation française, 1960 (lire en ligne) |                                      |                |              |              |             |             |  |

Le suppléant d'Emmanuel Véry était Joseph Pernock, instituteur retraité, ancien résistant, conseiller général du canton de l'Ajoupa-Bouillon, maire du Lorrain.

### Élections de 1962
| | Emmanuel Véry-Hermence sortant réélu | SFIO           | 13 278 | 62,13  |  |  |  |
| | Félix Lamon                          | PCM            | 3 256  | 15,23  |  |  |  |
| | Aristide Maugée                      | PPM            | 2 990  | 13,99  |  |  |  |
| | Albert Joyau                         | Sans étiquette | 1 849  | 8,65   |  |  |  |
| |                                      |                |        |        |  |  |  |
| Inscrits | Inscrits                             | Inscrits       | 46 811 | 100,00 |  |  |  |
| Abstentions | Abstentions                          | Abstentions    | 24 551 | 52,45  |  |  |  |
| Votants | Votants                              | Votants        | 22 260 | 47,55  |  |  |  |
| Blancs et nuls | Blancs et nuls                       | Blancs et nuls | 887    | 3,98   |  |  |  |
| Exprimés | Exprimés                             | Exprimés       | 21 373 | 96,02  |  |  |  |
| Source : France, Ministère de l'intérieur. Les Elections législatives . Métropole., la Documentation française, 1963 (lire en ligne) |                                      |                |        |        |  |  |  |

Le suppléant d'Emmanuel Véry était Joseph Pernock, instituteur retraité, ancien résistant, conseiller général du canton de l'Ajoupa-Bouillon, maire du Lorrain. Joseph Pernock remplaça Emmanuel Véry, décédé,  du 20 juin 1966 au 2 avril 1967.

### Élections de 1967
| | Camille Petit élu      | UD-Ve          | 16 455 | 59,16  |  |  |  |
| | Joseph Pernock sortant | FSM            | 5 888  | 21,17  |  |  |  |
| | Sévère Cerland         | PCM            | 4 936  | 17,75  |  |  |  |
| | Joseph Maurice         | Divers droite  | 534    | 1,92   |  |  |  |
| |                        |                |        |        |  |  |  |
| Inscrits | Inscrits               | Inscrits       | 50 976 | 100,00 |  |  |  |
| Abstentions | Abstentions            | Abstentions    | 21 826 | 42,82  |  |  |  |
| Votants | Votants                | Votants        | 29 150 | 57,18  |  |  |  |
| Blancs et nuls | Blancs et nuls         | Blancs et nuls | 1 337  | 4,59   |  |  |  |
| Exprimés | Exprimés               | Exprimés       | 27 813 | 95,41  |  |  |  |
| Source : France, Ministère de l'intérieur. Les Elections législatives . Métropole., la Documentation française, 1967 (lire en ligne) |                        |                |        |        |  |  |  |

### Élections de 1968
| | Camille Petit sortant réélu | UDR (URP)      | 16 794 | 67,25  |  |  |  |
| | Sévère Cerland              | PCM            | 4 508  | 18,05  |  |  |  |
| | Emmanuel Serbin             | FSM            | 3 671  | 14,70  |  |  |  |
| |                             |                |        |        |  |  |  |
| Inscrits | Inscrits                    | Inscrits       | 51 947 | 100,00 |  |  |  |
| Abstentions | Abstentions                 | Abstentions    | 25 857 | 49,78  |  |  |  |
| Votants | Votants                     | Votants        | 26 090 | 50,22  |  |  |  |
| Blancs et nuls | Blancs et nuls              | Blancs et nuls | 1 117  | 4,28   |  |  |  |
| Exprimés | Exprimés                    | Exprimés       | 24 973 | 95,72  |  |  |  |
| Source : France, Ministère de l'intérieur. Les Elections législatives . Métropole., la Documentation française, 1974 (lire en ligne) |                             |                |        |        |  |  |  |

Le suppléant de Camille Petit était Gérard Telle, adjoint au maire de La Trinité.

### Élections de 1973
|                                   | Camille Petit sortant réélu | UDR (URP)           | 20 834 | 72,26  |  |  |  |
|                                   | Sévère Cerland              | PCM                 | 3 796  | 13,17  |  |  |  |
|                                   | Emmanuel Serbin             | FSM                 | 3 637  | 12,61  |  |  |  |
|                                   | Claude Calaber              | MR                  | 391    | 1,36   |  |  |  |
|                                   | Michel Larcher              | Extrême gauche (CO) | 175    | 0,61   |  |  |  |
|                                   |                             |                     |        |        |  |  |  |
| Inscrits                          | Inscrits                    | Inscrits            | 56 740 | 100,00 |  |  |  |
| Abstentions                       | Abstentions                 | Abstentions         | 26 215 | 46,2   |  |  |  |
| Votants                           | Votants                     | Votants             | 30 525 | 53,8   |  |  |  |
| Blancs et nuls                    | Blancs et nuls              | Blancs et nuls      | 1 692  | 5,54   |  |  |  |
| Exprimés                          | Exprimés                    | Exprimés            | 28 833 | 94,46  |  |  |  |
| Source : Ministère de l'Intérieur |                             |                     |        |        |  |  |  |

Le suppléant de Camille Petit était Albert Joyau, maire du Prêcheur, conseiller général.

### Élections de 1978
|                | Camille Petit sortant réélu | RPR            | 24 997 | 80,64  |  |  |  |
|                | Marcel Manville             | PCM            | 3 882  | 12,52  |  |  |  |
|                | Siméon Salpetrier           | FSM            | 1 641  | 5,29   |  |  |  |
|                | Renée Ravoteur              | Extrême gauche | 297    | 0,96   |  |  |  |
|                | Jean-Jacques Magit          | CO             | 181    | 0,58   |  |  |  |
|                |                             |                |        |        |  |  |  |
| Inscrits       | Inscrits                    | Inscrits       | 59 843 | 100,00 |  |  |  |
| Abstentions    |                             |                |        |        |  |  |  |
| Votants        |                             |                |        |        |  |  |  |
| Blancs et nuls |                             |                |        |        |  |  |  |
| Exprimés       | Exprimés                    | Exprimés       | 30 998 |        |  |  |  |

Le suppléant de Camille Petit était Félix Joachim, conseiller général, maire de Basse-Pointe, instituteur.

### Élections de 1981
| Candidat       | Candidat                    | Parti          | Premier tour | Premier tour | Second tour | Second tour |  |
| Candidat       | Candidat                    | Parti          | Voix         | %            | Voix        | %           |  |
| -------------- | --------------------------- | -------------- | ------------ | ------------ | ----------- | ----------- |  |
|                | Camille Petit sortant réélu | RPR (UNM)      | 11 612       | 63,19        | 15 292      | 64,62       |  |
|                | Siméon Salpetrier           | FSM            | 4 668        | 25,40        | 8 372       | 35,38       |  |
|                | Sévère Cerland              | PCM            | 1 837        | 10,00        |             |             |  |
|                | Renée Ravoteur              | Extrême gauche | 260          | 1,41         |             |             |  |
|                |                             |                |              |              |             |             |  |
| Inscrits       | Inscrits                    | Inscrits       | 58 981       | 100,00       | 58 961      | 100,00      |  |
| Abstentions    | Abstentions                 | Abstentions    | 39 765       | 67,42        | 34 373      | 58,3        |  |
| Votants        | Votants                     | Votants        | 19 216       | 32,58        | 24 588      | 41,7        |  |
| Blancs et nuls | Blancs et nuls              | Blancs et nuls | 839          | 4,37         | 924         | 3,76        |  |
| Exprimés       | Exprimés                    | Exprimés       | 18 377       | 95,63        | 23 664      | 96,24       |  |

### Élections de 1988
| Candidat       | Candidat              | Parti                      | Premier tour | Premier tour | Second tour | Second tour |  |
| Candidat       | Candidat              | Parti                      | Voix         | %            | Voix        | %           |  |
| -------------- | --------------------- | -------------------------- | ------------ | ------------ | ----------- | ----------- |  |
|                | Michel Renard sortant | Divers droite (URC)        | 9 522        | 45,11        | 13 189      | 49,49       |  |
|                | Guy Lordinot élu      | Divers gauche (Maj. prés.) | 6 399        | 30,32        | 13 463      | 50,51       |  |
|                | Siméon Salpétrier     | FSM                        | 4 088        | 19,37        |             |             |  |
|                | Sévère Cerland        | PCM                        | 1 099        | 5,21         |             |             |  |
|                |                       |                            |              |              |             |             |  |
| Inscrits       | Inscrits              | Inscrits                   | 47 872       | 100,00       | 47 848      | 100,00      |  |
| Abstentions    | Abstentions           | Abstentions                | 25 768       | 53,83        | 20 108      | 42,02       |  |
| Votants        | Votants               | Votants                    | 22 104       | 46,17        | 27 740      | 57,98       |  |
| Blancs et nuls | Blancs et nuls        | Blancs et nuls             | 996          | 4,51         | 1 088       | 3,92        |  |
| Exprimés       | Exprimés              | Exprimés                   | 21 108       | 95,49        | 26 652      | 96,08       |  |

Le suppléant de Guy Lordinot était Henry Eugène. Guy Lordinot était apparenté au groupe socialiste.

### Élections de 1993
| Candidat       | Candidat             | Parti                      | Premier tour | Premier tour | Second tour | Second tour |  |
| Candidat       | Candidat             | Parti                      | Voix         | %            | Voix        | %           |  |
| -------------- | -------------------- | -------------------------- | ------------ | ------------ | ----------- | ----------- |  |
|                | Anicet Turinay élu   | Divers droite (UPF)        | 11 394       | 49,19        | 16 208      | 56,11       |  |
|                | Guy Lordinot sortant | Divers gauche (Maj. prés.) | 6 488        | 28,01        | 12 679      | 43,89       |  |
|                | Siméon Salpétrier    | FSM                        | 3 424        | 14,78        |             |             |  |
|                | Fernand Papaya       | PCM                        | 920          | 3,97         |             |             |  |
|                | Marcel Thelcide      | CO                         | 691          | 2,98         |             |             |  |
|                | Roger Bechumeur      | Divers droite              | 248          | 1,07         |             |             |  |
|                |                      |                            |              |              |             |             |  |
| Inscrits       | Inscrits             | Inscrits                   | 51 038       | 100,00       | 51 037      | 100,00      |  |
| Abstentions    | Abstentions          | Abstentions                | 25 582       | 50,12        | 20 600      | 40,36       |  |
| Votants        | Votants              | Votants                    | 25 456       | 49,88        | 30 437      | 59,64       |  |
| Blancs et nuls | Blancs et nuls       | Blancs et nuls             | 2 291        | 9            | 1 550       | 5,09        |  |
| Exprimés       | Exprimés             | Exprimés                   | 23 165       | 91           | 28 887      | 94,91       |  |

### Élections de 1997
| Candidat       | Candidat                     | Parti          | Premier tour | Premier tour | Second tour | Second tour |  |
| Candidat       | Candidat                     | Parti          | Voix         | %            | Voix        | %           |  |
| -------------- | ---------------------------- | -------------- | ------------ | ------------ | ----------- | ----------- |  |
|                | Anicet Turinay sortant réélu | RPR            | 9 556        | 41,55        | 14 600      | 51,12       |  |
|                | Guy Lordinot                 | Divers gauche  | 7 802        | 33,92        | 13 962      | 48,88       |  |
|                | Louis-Joseph Manscour        | FSM            | 4 294        | 18,67        |             |             |  |
|                | Fernand Papaya               | PCM            | 673          | 2,93         |             |             |  |
|                | Fred Galva                   | Divers gauche  | 673          | 2,93         |             |             |  |
|                |                              |                |              |              |             |             |  |
| Inscrits       | Inscrits                     | Inscrits       | 53 809       | 100,00       | 53 889      | 100,00      |  |
| Abstentions    | Abstentions                  | Abstentions    | 28 308       | 52,61        | 23 132      | 42,93       |  |
| Votants        | Votants                      | Votants        | 25 501       | 47,39        | 30 757      | 57,07       |  |
| Blancs et nuls | Blancs et nuls               | Blancs et nuls | 2 503        | 9,82         | 2 195       | 7,14        |  |
| Exprimés       | Exprimés                     | Exprimés       | 22 998       | 90,18        | 28 562      | 92,86       |  |

Le suppléant d'Anicet Turinay était Michel Thalmency, maire du Lorrain, élu conseiller général du canton du Lorrain en 1998.

### Élections de 2002
| Candidat       | Candidat                  | Parti            | Premier tour | Premier tour | Second tour | Second tour |  |
| Candidat       | Candidat                  | Parti            | Voix         | %            | Voix        | %           |  |
| -------------- | ------------------------- | ---------------- | ------------ | ------------ | ----------- | ----------- |  |
|                | Anicet Turinay sortant    | UMP              | 7 795        | 36,14        | 10 397      | 49,42       |  |
|                | Louis-Joseph Manscour élu | FSM              | 6 934        | 32,15        | 10 642      | 50,58       |  |
|                | Guy Lordinot              | Pôle républicain | 6 384        | 29,6         |             |             |  |
|                | Frantz Lebon              | BPM              | 387          | 1,79         |             |             |  |
|                | Corinne Solange Adam      | MNR              | 67           | 0,31         |             |             |  |
|                | Marie-Hélène Gélie-Morel  | Divers           | 0            | 0            |             |             |  |
|                |                           |                  |              |              |             |             |  |
| Inscrits       | Inscrits                  | Inscrits         | 57 317       | 100,00       | 57 314      | 100,00      |  |
| Abstentions    | Abstentions               | Abstentions      | 34 727       | 60,59        | 35 235      | 61,48       |  |
| Votants        | Votants                   | Votants          | 22 590       | 39,41        | 22 079      | 38,52       |  |
| Blancs et nuls | Blancs et nuls            | Blancs et nuls   | 1 023        | 4,53         | 1 040       | 4,71        |  |
| Exprimés       | Exprimés                  | Exprimés         | 21 567       | 95,47        | 21 039      | 95,29       |  |

Le suppléant de Louis-Joseph Manscour était Athanase Jeanne-Rose, maire de Saint-Joseph, employé.

### Élections de 2007
| Candidat       | Candidat                            | Parti               | Premier tour | Premier tour | Second tour | Second tour |  |
| Candidat       | Candidat                            | Parti               | Voix         | %            | Voix        | %           |  |
| -------------- | ----------------------------------- | ------------------- | ------------ | ------------ | ----------- | ----------- |  |
|                | Louis-Joseph Manscour sortant réélu | FSM                 | 7 829        | 34,88        | 14 151      | 55,02       |  |
|                | Yan Anselme Monplaisir              | UMP                 | 5 347        | 23,82        | 11 569      | 44,98       |  |
|                | Martin Guy Lordinot                 | Divers gauche       | 4 920        | 21,92        |             |             |  |
|                | Anicet Turinay                      | Divers droite (FMP) | 2 352        | 10,48        |             |             |  |
|                | Alain Rapon                         | MIM                 | 1 706        | 7,6          |             |             |  |
|                | Gaeta Alex Dufeal                   | CO                  | 290          | 1,29         |             |             |  |
|                |                                     |                     |              |              |             |             |  |
| Inscrits       | Inscrits                            | Inscrits            | 60 754       | 100,00       | 60 751      | 100,00      |  |
| Abstentions    | Abstentions                         | Abstentions         | 36 634       | 60,3         | 33 318      | 54,84       |  |
| Votants        | Votants                             | Votants             | 24 120       | 39,7         | 27 433      | 45,16       |  |
| Blancs et nuls | Blancs et nuls                      | Blancs et nuls      | 1 676        | 6,95         | 1 713       | 6,24        |  |
| Exprimés       | Exprimés                            | Exprimés            | 22 444       | 93,05        | 25 720      | 93,76       |  |

### Élections de 2012
| Candidat       | Candidat                          | Parti              | Premier tour | Premier tour | Second tour | Second tour |  |
| Candidat       | Candidat                          | Parti              | Voix         | %            | Voix        | %           |  |
| -------------- | --------------------------------- | ------------------ | ------------ | ------------ | ----------- | ----------- |  |
|                | Alfred Marie-Jeanne sortant réélu | MIM                | 6 496        | 28,46        | 15 238      | 52,43       |  |
|                | Louis-Joseph Manscour sortant     | FSM                | 6 205        | 27,19        | 13 824      | 47,57       |  |
|                | Philippe Edmond-Mariette          | BPM                | 4 182        | 18,32        |             |             |  |
|                | Chantal Maignan                   | Régionaliste (PRM) | 2 730        | 11,96        |             |             |  |
|                | Naëma Tilhac                      | UMP                | 1 406        | 6,16         |             |             |  |
|                | Christian Verneuil                | RDM                | 799          | 3,5          |             |             |  |
|                | Marie-Hélène Marthe               | CO                 | 374          | 1,64         |             |             |  |
|                | Catherine Griset                  | FN                 | 265          | 1,16         |             |             |  |
|                | Philippe Couta                    | LGM                | 188          | 0,82         |             |             |  |
|                | Jacqueline Jougon                 | MoDem              | 180          | 0,79         |             |             |  |
|                |                                   |                    |              |              |             |             |  |
| Inscrits       | Inscrits                          | Inscrits           | 76 396       | 100,00       | 76 388      | 100,00      |  |
| Abstentions    | Abstentions                       | Abstentions        | 52 010       | 68,08        | 45 337      | 59,35       |  |
| Votants        | Votants                           | Votants            | 24 386       | 31,92        | 31 051      | 40,65       |  |
| Blancs et nuls | Blancs et nuls                    | Blancs et nuls     | 1 561        | 6,4          | 1 989       | 6,41        |  |
| Exprimés       | Exprimés                          | Exprimés           | 22 825       | 93,6         | 29 062      | 93,59       |  |

### Élections de 2017
|                                                                               |                                                                      |                           |                           |                          |                          |
|                                                                               |                                                                      | Premier tour 10 juin 2017 | Premier tour 10 juin 2017 | Second tour 17 juin 2017 | Second tour 17 juin 2017 |
|                                                                               |                                                                      |                           |                           |                          |                          |
|                                                                               |                                                                      | Nombre                    | % des inscrits            | Nombre                   | % des inscrits           |
| Inscrits                                                                      | Inscrits                                                             | 79 432                    | 100,00                    | 79 425                   | 100,00                   |
| Abstentions                                                                   | Abstentions                                                          | 60 809                    | 76,55                     | 55 485                   | 69,86                    |
| Votants                                                                       | Votants                                                              | 18 623                    | 23,45                     | 23 940                   | 30,14                    |
|                                                                               |                                                                      |                           | % des votants             |                          | % des votants            |
| Bulletins blancs                                                              | Bulletins blancs                                                     | 797                       | 4,28                      | 1 059                    | 4,42                     |
| Bulletins nuls                                                                | Bulletins nuls                                                       | 631                       | 3,39                      | 1 044                    | 4,36                     |
| Suffrages exprimés                                                            | Suffrages exprimés                                                   | 17 195                    | 92,33                     | 21 837                   | 91,22                    |
|                                                                               |                                                                      |                           |                           |                          |                          |
| Candidat Étiquette politique (partis et alliances)                            | Candidat Étiquette politique (partis et alliances)                   | Voix                      | % des exprimés            | Voix                     | % des exprimés           |
|                                                                               |                                                                      |                           |                           |                          |                          |
|                                                                               | Josette Manin Divers gauche (Ensemble, pour une Martinique nouvelle) | 4 266                     | 24,81                     | 11 986                   | 54,89                    |
|                                                                               | Philippe Edmond-Mariette Divers                                      | 3 038                     | 17,67                     | 9 851                    | 45,11                    |
|                                                                               | Chantal Maignan La République en marche                              | 2 665                     | 15,50                     |                          |                          |
|                                                                               | Karine Mousseau Les Républicains                                     | 1 909                     | 11,10                     |                          |                          |
|                                                                               | Fabrice Dunon Divers gauche (Mouvement indépendantiste martiniquais) | 1 479                     | 8,60                      |                          |                          |
|                                                                               | Raphaël Vaugirard Parti socialiste                                   | 1 102                     | 6,41                      |                          |                          |
|                                                                               | Christian Verneuil Divers gauche                                     | 755                       | 4,39                      |                          |                          |
|                                                                               | Géraldine de Thore La France insoumise                               | 700                       | 4,07                      |                          |                          |
|                                                                               | Marie-Hellen Marthe-Dite-Surelly Extrême gauche (Combat ouvrier)     | 341                       | 1,98                      |                          |                          |
|                                                                               | Gérard Thalmensi Régionaliste (Nou Pèp La)                           | 244                       | 1,42                      |                          |                          |
|                                                                               | Johan Gaudoux Divers                                                 | 235                       | 1,37                      |                          |                          |
|                                                                               | Nathalie Betegnies Front national                                    | 220                       | 1,28                      |                          |                          |
|                                                                               | Frantz Lebon Divers (Parti socialiste diss.)                         | 146                       | 0,85                      |                          |                          |
|                                                                               | Marie de Virginy Divers (Union populaire républicaine)               | 81                        | 0,47                      |                          |                          |
|                                                                               | Vanessa Hubert Union des démocrates et indépendants                  | 14                        | 0,08                      |                          |                          |
| Source : Ministère de l'Intérieur - Première circonscription de la Martinique |                                                                      |                           |                           |                          |                          |

### Élections de 2022
| Résultats des élections législatives des 12 et 19 juin 2022 de la 1re circonscription de Martinique |                                |                          |                          |              |              |             |             |
| Candidat                                                                                            | Candidat                       | Parti                    | Nuance                   | Premier tour | Premier tour | Second tour | Second tour |
| Candidat                                                                                            | Candidat                       | Parti                    | Nuance                   | Voix         | %            | Voix        | %           |
| | Philippe Edmond-Mariette       | MIM (GSPM)               | REG                      | 2 664        | 17,88        | 6 675       | 37,10       |
| | Jiovanny William               | SE,                      | DVG                      | 2 168        | 14,55        | 11 336      | 62,90       |
| | Fred Samot                     | BPM (AS), (NUPES)        | DVG                      | 1 783        | 11,96        |             |             |
| | Marie-Noëlle Delannay          | LFI (NUPES)              | DVG                      | 1 619        | 10,86        |             |             |
| | Ludovic Romain                 | LME                      | DVD                      | 1 312        | 8,80         |             |             |
| | Alain-Claude Lagier            | DVG                      | DVG                      | 1 179        | 7,91         |             |             |
| | Béatrice Bellay                | FSM (NUPES)              | DVG                      | 1 163        | 7,80         |             |             |
| | Philippe Jean-Marie-Alphonsine | DVG                      | DVG                      | 624          | 4,19         |             |             |
| | Jonathan Tabar                 | LR (UDC)                 | DVD                      | 595          | 3,99         |             |             |
| | Charles Belimont               | RN                       | RN                       | 564          | 3,78         |             |             |
| | Yann Mievilly                  | EÉLV (NUPES)             | ECO                      | 288          | 1,93         |             |             |
| | Érick Valère                   | RDM                      | DVG                      | 266          | 1,78         |             |             |
| | Marie Hellen Marthe            | CO                       | DXG                      | 247          | 1,66         |             |             |
| | Joëlle Godard                  | UDI (UDC)                | UDI                      | 157          | 1,05         |             |             |
| | Édryan Rangoly                 | REC                      | REC                      | 98           | 0,66         |             |             |
| | Jean-Pierre Puisard            | SE                       | REG                      | 97           | 0,65         |             |             |
| | Thomas Crispin                 | AKM                      | DXG                      | 78           | 0,52         |             |             |
| Votes valides                                                                                       | Votes valides                  | Votes valides            | Votes valides            | 14 902       | 93,11        | 18 011      | 92,91       |
| Votes blancs                                                                                        | Votes blancs                   | Votes blancs             | Votes blancs             | 620          | 3,87         | 748         | 3,86        |
| Votes nuls                                                                                          | Votes nuls                     | Votes nuls               | Votes nuls               | 483          | 3,02         | 626         | 3,23        |
| Total                                                                                               | Total                          | Total                    | Total                    | 16 005       | 100          | 19 385      | 100         |
| Abstention                                                                                          | Abstention                     | Abstention               | Abstention               | 64 036       | 80,00        | 60 645      | 75,78       |
| Inscrits / participation                                                                            | Inscrits / participation       | Inscrits / participation | Inscrits / participation | 80 041       | 20,00        | 80 030      | 24,22       |

### Élections de 2024
| Candidat                 | Candidat                 | Parti et coalition | Nuance | Premier tour | Premier tour | Second tour | Second tour |
| Candidat                 | Candidat                 | Parti et coalition | Nuance | Voix         | %            | Voix        | %           |
| ------------------------ | ------------------------ | ------------------ | ------ | ------------ | ------------ | ----------- | ----------- |
|                          | Jiovanny William *       | App Péyi-A (NFP)   | REG    |              |              |             |             |
|                          | Alain Claude Lagier      | MPF                | DVG    |              |              |             |             |
|                          | Philippe Edmond-Mariette | MIM                | REG    |              |              |             |             |
|                          | Gabriel Jean-Marie       | CO                 | EXG    |              |              |             |             |
|                          | Cédric Crampon           | RN                 | RN     |              |              |             |             |
|                          | Fabrice Fiari            | DVD                | DVD    |              |              |             |             |
|                          | Yann Mievilly            | LR                 | LR     |              |              |             |             |
|                          |                          |                    |        |              |              |             |             |
| Votes valides            |                          |                    |        |              |              |             |             |
| Votes blancs             |                          |                    |        |              |              |             |             |
| Votes nuls               |                          |                    |        |              |              |             |             |
| Total                    | Total                    | Total              | Total  |              | 100,00       |             | 100,00      |
| Abstention               |                          |                    |        |              |              |             |             |
| Inscrits / participation |                          |                    |        |              |              |             |             |

#### Département de la Martinique
- La fiche de l'INSEE de cette circonscription : « Tableaux et Analyses de la première circonscription de la Martinique », sur insee.fr, site de l'Institut national de la statistique et des études économiques (consulté le 10 juin 2007) [PDF]

- « Tous les députés du département de la Martinique depuis 1789 » [archive du 30 septembre 2007], sur assemblee-nationale.fr, site de l'Assemblée nationale française (consulté le 10 juin 2007)

- « Informations contentieuses sur le département de la Martinique (Élections législatives de 2002) »(Archive.org • Wikiwix • Archive.is • Google • Que faire ?), sur conseil-constitutionnel.fr, site du Conseil constitutionnel (consulté le 13 juin 2007)

#### Circonscriptions en France
- « Carte des circonscriptions législatives en France », sur assemblee-nationale.fr, site de l'Assemblée nationale française (consulté le 20 juin 2007)

- « Résultats électoraux officiels en France »(Archive.org • Wikiwix • Archive.is • Google • Que faire ?), sur interieur.gouv.fr, site du ministère de l'Intérieur (France) (consulté le 13 juin 2007)

- Description et Atlas des circonscriptions électorales de France sur http://www.atlaspol.com, Atlaspol, site de cartographie géopolitique, consulté le 13 juin 2007.